# Gerstungen
Gerstungen település Németországban, azon belül Türingiában. Lakosainak száma 8915 fő (2023. december 31.). Gerstungen Werra-Suhl-Tal, Wildeck, Sontra, Herleshausen, Eisenach, Wutha-Farnroda, Ruhla és Bad Salzungen községekkel határos.

## Népesség
A település népességének változása:
| Lakosok száma | 9185 | 9165 | 9026 | 9011 | 8915 |
|               | 2017 | 2019 | 2021 | 2022 | 2023 |